# Jessi Jokelainen
Jessi Maaria Jokelainen, född 1996 i Puolanka, är en finländsk lärare, politiker (vänsterförbundet) och riksdagsledamot.

## Biografi
Jokelainen blev 2019 filosofie magister vid Uleåborgs universitet.
I riksdagsvalet 2023 blev Jokelainen suppleant i Finlands riksdag med 3 891 röster. Jokelainen har varit ledamot av Finlands riksdag sedan 2024 efter att ha ersatt Merja Kyllönen som blev invald i Europaparlamentet.